# Angiogenesi
L'angiogenesi è il processo di formazione di nuovi capillari a partire dai vasi sanguigni pre-esistenti lungo tutto l'arco della vita. L'angiogenesi si differenzia dalla vasculogenesi, cioè la formazione dei primi vasi sanguigni nel corpo durante la fase embrionale. Un termine ancora più generico, neovascolarizzazione, indica la formazione di nuovi vasi sanguigni a prescindere dalla loro dimensione. La vasculogenesi è a sua volta suddivisa in arteriogenesi, venogenesi e linfangiogenesi.
L'angiogenesi avviene in varie parti del corpo, incluso il cervello degli adulti. In generale, tutti i tessuti del corpo hanno sempre bisogno di capillari; inoltre, tutti i tessuti metabolicamente attivi hanno bisogno di capillari siccome il sangue nei capillari scambia nutrienti e metaboliti con le cellule. Gli studi dell'angiogenesi nel cervello adulto si affiancano a quelli sulla neurogenesi, neurotrofia, neuroprotezione e sinaptogenesi.
L'angiogenesi tuttavia ha un lato negativo siccome è stimolata quando il corpo sviluppa un tumore e/o metastasi siccome i tumori producono fattori angiogenici: in tal modo, le cellule tumorali subiscono una maggiore irrorazione di sangue. L'angiogenesi ha un ruolo anche in contesto di diabete, retinopatie e artrite reumatoide. Nel caso dei tumori, cancro, malattie oftalmiche, artrite reumatoide e altre malattie, alcune terapie e ricerche sono mirate a inibire l'angiogenesi; negli altri casi, le terapie e ricerche sono mirate a aumentare l'angiogenesi siccome ha effetti positivi. Ad esempio, l'angiogenesi viene stimolata siccome ha un effetto terapeutico nel caso di cardiopatia ischemica, malattia arteriosa periferica e guarigione delle ferite.

## Presentazione

### I fattori angiogenici
L'angiogenesi è un processo mediato dalle proteine e il fattore angiogenico più potente è il fattore di crescita endoteliale vascolare-A (Vascular Endothelial Growth Factor-A, VEGF-A), che viene prodotto da svariati tipi di cellule nel corpo quando sono colpite da carenza di ossigeno (ipossia), un nutrimento fondamentale. Al VEGF-A sono associati i propri recettori, VEGFR; in totale, si contano tre recettori VEGF (VEGF1, VEGF2 e VEGF3). Questo fattore induce la proliferazione, germinazione ("sprouting") e formazione di tubi delle cellule endoteliali. Oltre a questa proteina pro-angiogenica, altri induttori dell'angiogenesi sono gli altri fattori di crescita endoteliale vascolare (la famiglia dei VEGF), le angiopoietine, i fattori di crescita trasformanti (transforming growth factors), i fattori di crescita derivati dalle piastrine, il fattore di necrosi tumorale-α, le interleuchine e i fattori di crescita dei fibroblasti. Altri fattori influenzano l'angiogenesi e alcuni di essi sono i fattori di crescita solubili, le proteine legate alla membrana e le interazioni cellula-matrice e cellula-cellula. Inoltre, i cambi nel proprio metabolismo inducono cambi anche nell'angiogenesi e dunque nel proprio sistema capillare. Anche l'ossigeno svolge un grande ruolo in questa regolamentazione. Inoltre, i vasi sanguigni e dunque le reti vascolari sopravvivono e si adattano in base ai fattori emodinamici, cioè una serie di fattori che influenza il flusso sanguigno/torrente ematico (e.g., la pressione sanguigna).
In fase embrionale, una carenza di VEGF-A pari al 50% di quanto è necessario per il corretto sviluppo dell'embrione porta a difetti vascolari che portano a loro volta alla morte dell'embrione. Di contro, un eccesso di VEGF-A si nota in soggetti affetti da tumori.
Molte altre sostanze sono anti-angiogeniche siccome frenano l'angiogenesi, per cui hanno l'effetto opposto di quelle pro-angiogeniche.

### I due tipi di angiogenesi
In generale, il sistema cardiovascolare (o "apparato cardiocircolatorio") è il primo organo che si sviluppa nell'embrione attraverso la vasculogenesi; dopodiché le prime vene e arterie vengono irrorate di sangue. A seguito della formazione del plesso vascolare primario (cioè la rete primaria di vasi sanguigni), l'angiogenesi si manifesta attraverso due tipi di processi, per cui esistono due tipi di angiogenesi: l'angiogenesi da gemmazione (Sprouting Angiogenesis) e l'angiogenesi intussuscettiva o "da scissione" (Intussusceptive Angiogenesis, Splitting Angiogenesis), che avverrebbero in tutti i tipi di tessuto e tutti gli organi del corpo.
L'angiogenesi da gemmazione avviene sia in fase embrionale che postnatale e avviene attraverso la proliferazione/gemmazione di cellule endoteliali; l'endotelio è lo strato cellulare che riveste la superficie interna dei vasi sanguigni, dei vasi linfatici e del cuore. In tale processo, le cellule endoteliali dette "tip cells" ("cellule apicali" o "cellule guida"), attirate dal VEGF-A che funge da segnalatore, raggiungono il sito in cui si deve formare il nuovo capillare. La cellula guida è collegata inoltre ai filopodi, delle strutture simili a dei bracci o sonde che producono enzimi che digeriscono ciò che si trova intorno a loro in modo tale da creare spazio per il futuro capillare. Dopodiché, le cellule endoteliali seguono le cellule guida e si accumulano nel vuoto formato e si fondono tra loro fino a formare dei piccoli tubi (tubuli) di cellule endoteliali attraverso la tubulogenesi; per essere distinte dalle cellule guida, queste cellule endoteliali vengono dette "cellule del fusto" (stalk cells). Infine, si forma il rivestimento esterno e dunque il capillare completo, che viene irrorato di sangue. Contestualmente, le cellule smettono di produrre VEGF-A. Le cellule del fusto hanno comportamenti esploratori minori rispetto a quelle guida siccome le cellule del fusto hanno in sé un recettore, il recettore Notch, che è coinvolto in un sistema di comunicazione tra cellule detto "segnalamento Delta-Notch": tale recettore viene attivato dalle cellule guida con la produzione della proteina DII4. L'eccesso di VEGF-A nei soggetti affetti da tumore porta a una sovrapproduzione di cellule guida e dunque a una grossa e disordinata angiogenesi nella zona di tessuto colpita da tumore e dunque da una proliferazione abnorme e maligna di cellule.
L'angiogenesi intussuscettiva o "da scissione", come dice il nome, si basa sull'intussuscezione, cioè sulla nascita di un nuovo capillare a partire dalla scissione in due di un capillare pre-esistente. Questo secondo tipo di angiogenesi sarebbe più veloce e efficiente rispetto all'angiogenesi da gemmazione siccome il tessuto vacolare pre-esistente si limita a riorganizzarsi, senza proliferazione e migrazione di nuove cellule. L'angiogenesi da scissione avviene lungo tutto l'arco della vita, ma avviene con molta più intensità durante la fase embrionale siccome lo sviluppo del feto è rapido e il plesso vascolare primario va sviluppato velocemente e con risorse scarse. L'angiogenesi da scissione è stata scoperta nel 1986 nel tessuto polmonare di ratti e umani in periodo postnatale; oltre al tessuto polmonare, si osserva anche nel coroide (una lamina del bulbo oculare), cestelli vascolari attorno alle ghiandole, mucosa intestinale, reni, muscoli scheletrici, cuore, cervello, ovaie e utero.

## I test dell'angiogenesi
L'angiogenesi si può osservare su cellule coltivate in vitro e su animali in vivo. Le osservazioni in vitro sono solo un'approssimazione di ulteriori osservazioni in vivo che dunque si rendono necessarie; non sono il traguardo, ma solo il punto di partenza. Tuttavia, le osservazioni in vivo sono molto lunghe nel tempo e difficili da interpretare quantitativamente, ma sono più complete e affidabili siccome l'angiogenesi necessita di interazioni tra diversi tipi di cellule assenti in una coltivazione in vitro; infatti, le cellule endoteliali isolate in vitro guadagnano e perdono caratteristiche rispetto alle cellule endoteliali in animali intatti e vivi. Inoltre, le capsule di Petri in cui vengono coltivate le cellule endoteliali contengono spesso ossigeno al 21%, per cui l'ambiente è considerato iperossico (troppo ricco di ossigeno) rispetto alle cellule endoteliali in un animale intatto e vivo. Inoltre, le cellule in vitro comprendono non solo le interazioni di diversi tipi di cellule e un ambiente non iperossico, ma comprendono anche i fattori emodinamici e i fattori metabolici. Tutti questi fattori insieme sono difficili se non impossibili da replicare in vitro.

### Test in vitro
Gran parte dei test in vitro usa le cellule endoteliali delle vene ombelicali umane (Human Umbilical Vein Endothelial Cells, HUVEC) o le cellule endoteliali dell'aorta di bovino (Bovine Aortic Endothelial Cells, BAEC) siccome sono facili da ricavare da vasi sanguigni di grandi dimensioni. Tuttavia, esistono differenze tra cellule endoteliali di vasi sanguigni di grandi e piccoli vasi sanguigni, tra cellule endoteliali di vene e aorte e tra cellule endoteliali di vasi sanguigni che irrorano organi diversi; inoltre, le cellule endoteliali da una specie all'altra (e.g., da Homo Sapiens al bovino) non sono identiche. Inoltre, le cellule endoteliali in vitro sono spesso in stato proliferativo e non in stato quiescente, che è lo stato normale: la proliferazione è indotta per ricavare un numero di cellule endoteliali sufficiente da usare in un esperimento.
Le osservazioni in particolare della proliferazione delle cellule endoteliali permette di capire se una sostanza ha effetti pro-angiogenici o anti-angiogenici. La proliferazione in vitro viene misurata attraverso il conteggio delle singole cellule a intervalli di 24 ore o osservando la sintesi di DNA attraverso la radiazione nelle cellule o osservando il cambio di attività metabolica. Il conteggio delle singole cellule avviene attraverso un emocitometro e microscopio ottico o un contatore Coulter elettronico (electronic Coluter counter) o simili mezzi. Inoltre, la proliferazione in vitro si può determinare anche usando un metodo colorimetrico usando l'MTT, un tetrazolo che gli enzimi mitocondriali colorano da giallo a viola. Il tasso di proliferazione si diminuisce anche diminuendo la quantità di siero nella coltivazione. Tutti i mezzi di misurazione finora elencati hanno dei limiti che sono superabili se si usa più di un metodo di misurazione.
Il test di transfiltrazione (Transfilter Assay) misura la migrazione di cellule endoteliali in vitro ed è altamente riproducibile rispetto ad altri test esistenti.
Altri test ancora misurano la tubulogenesi; il test in vitro più diffuso è quello che fa uso del Matrigel, una mistura proteica di membrana basale solubilizzata estratta dalle cellule di sarcoma di topo, cioè da cellule tumorali che colpiscono i tessuti connettivi (inclusi i vasi sanguigni). Questa sostanza imita la matrice extracellulare, su cui si sviluppa la tubulogenesi e dunque l'angiogenesi. Tuttavia, le strutture a tubo nel Matrigel possono essere formate non solo dalle cellule endoteliali, ma anche da cellule di altro tipo (e.g., cellule tumorali e fibroblasti), per cui le strutture a tubo specificatamente delle cellule endoteliali a volte sono difficili da riconoscere rispetto a quelle di altre cellule. Un ultimo test in vitro facilmente riproducibile è l'asportazione dell'anello aortico dei ratti, il suo taglio in sezioni di circa un millimetro e la fissazione di tali sezioni in una matrice di collagene o fibrina (entrambi due tipi di proteine) senza uso di siero. In tale matrice, le sezioni di anello aortico subiscono l'angiogenesi entro il terzo giorno, per cui l'angiogenesi è emulata in modo abbastanza fedele. Inoltre, le cellule endoteliali in questo test sono in stati di quiescenza e non di proliferazione, per cui sono nello stesso stato dell'animale intatto. Ma l'angiogenesi in questo test non è stimolata dall'ipossia, per cui non riflette sotto questo aspetto l'angiogenesi in vivo.

### Test in vivo
Il primo test in vivo è l'angiogenesi corneale osservata nei ratti, topi e conigli. La cornea l'unico tessuto del corpo che sia avascolare (senza vasi sanguigni) e trasparente. Pertanto, la cornea viene messa a contatto attraverso operazioni chirurgiche con molecole pro-angiogeniche (e.g., VEGF-A e FGF2). Le molecole anti-angiogeniche invece vengono successivamente somministrate oralmente o tramite iniezione endovenosa.
Il test di angiogenesi della membrana corioallantoidea si svolge una membrana che riveste la parte interna dell'uovo di tutte le specie di uccelli; questa membrana è altamente vascolarizzata (cioè piena di vasi sanguigni), è facilmente accessibile e non ha bisogno di molte apparecchiature per essere osservata. Per questo test, viene solitamente usata la membrana corioallantoidea dei pulcini siccome le uova di pulcino non sono costose. L'angiogenesi sulla membrana corioallantoidea viene osservata su un frammento di guscio o trasportando l'embrione del pulcino in una capsula apposita dopo i primi 3 giorni di incubazione circa. I metodi quantitativi esatti per misurare l'angiogenesi in questa membrana sono laboriosi e hanno tempi lunghi. Se si applica il VEGF-A nella membrana corioallantoidea dei pulcini, viene stimolata l'angiogenesi da scissione.
Un ultimo test in vivo è il test del tappo di Matrigel, in cui il Matrigel freddo viene somministrato per via sottocutanea agli animali; dopodiché, si solidifica in circa 30 minuti e forma un tessuto che sembra la membrana extracellulare, in cui avviene l'angiogenesi. Questo tessuto viene detto "tappo di Matrigel" (Matrigel plug). Dopodiché, le sostanze pro-angiogeniche o anti-angiogeniche vengono somministrate nel tappo di Matrigel attraverso una piccola incisione. Dopo che passano alcuni giorni, prima della rimozione del tappo viene somministrato per via intravenosa del FITC-destrano (destrano marcato con isotiocianato di fluoresceina), un polimero ramificato che rende i vasi sanguigni più visibili. Infine, il tappo viene rimosso alcuni giorni dopo per essere osservato.

## Storia
La prima trattazione dell'angiogenesi risale all'anatomista e chirurgo scozzese John Hunter, che ha scoperto la proporzionalità tra vascolarità e metabolismo sia in soggetti sani che malati. I suoi risultati sono stati pubblicati in "Un trattato sul sangue, l'infiammazione e le ferite da arma da fuoco" (A Treatise on the Blood, Inflammation and Gunshot Wounds) del 1794, un testo pubblicato postumo e considerato molto importante per tutto l'Ottocento e spesso citato. Nel 1971, l'oncologo statunitense Judah Folkman ha ipotizzato che la crescita del tumore dipende dall'angiogenesi. Il riconoscimento del legame tra tumori e angiogenesi ha portato a un'esplosione della ricerca sull'angiogenesi che però non è iniziata immediatamente: nel 1970, sono stati pubblicati solo 2 articoli scientifici a tema angiogenesi e nel 1980 solo 40, mentre solo nel 2009 ne sono stati pubblicati oltre 5200.

## Aumento dell'angiogenesi
L'angiogenesi di base aumenta in presenza di tumori e/o metastasi ed è un'angiogenesi non benefica verso l'organismo. Inoltre, l'angiogenesi da gemmazione viene innescata qualora un tessuto del corpo è scarsamente irrorata di sangue (e dunque di ossigeno trasportato dagli alveoli polmonari alle cellule attraverso i globuli rossi). Pertanto, l'angiogenesi è una reazione del corpo per nutrire maggiormente un tessuto che, altrimenti, morirebbe siccome le proprie cellule (e.g., miociti/fibre muscolari, epatociti, neuroni e astrociti ecc.) a soddisfare i propri bisogni metabolici a seguito di ipossia. Sono proprio le cellule di questi tessuti che, quando sono colpite da ipossia, secernono il VEGF-A. Non esistono altri fattori angiogenici che possono sostituire il VEGF-A nell'angiogenesi indotta dall'ipossia. Inoltre:
- L'angiogenesi nei muscoli scheletrici e nel cuore ("angiogenesi cardiaca") viene stimolata dall'esercizio fisico. La sedentarietà (e dunque la mancanza di esercizio fisico) porta alla regressione capillare o "perdita capillare",[1] per cui i capillari già sviluppati si restringono o scompaiono. Inoltre, l'aumento di peso aumenta l'angiogenesi nel tessuto adiposo, per cui viene vascolarizzato; viceversa, la perdita di peso porta alla regressione capillare nel tessuto adiposo.[1]
- L'estratto di ginseng rosso, una particolare varietà di ginseng coreano, stimola l'angiogenesi nelle cellule HUVEC in base a osservazioni in vitro e in vivo.[7]
- La curcumina, una sostanza presente nella radice di Curcuma longa, ha effetti angiogenici e protettivi sulla placenta umana nei primi tre mesi di gravidanza in base a osservazioni in vitro.[8] Inoltre, la curcuma ha effetti angiogenici anche nel cuore dei ratti anziani/senescenti dopo 2 mesi di somministrazione, per cui contrasta l'invecchiamento cardiaco.[9] La curcumina ha anche effetti antiossidanti e neurogenici in base alle osservazioni sui ratti.
- Il Danggui Buxue Tang (DBT, 当归补血汤), un decotto della medicina tradizionale cinese, ha effetti angiogenici sui pesci zebra sia sani che feriti. Nei pesci zebra sani, gli effetti angiogenici sono stati osservati sui vasi sanguigni subintestinali. Gli ingredienti sono la radice di Astragalus mongholicus e la radice di Angelica sinensis e l'assunzione di entrambi ha un effetto maggiore rispetto all'assunzione dei due ingredienti separati. Il dosaggio più efficace è di 5:1. Tre fra le sostanze principali del decotto sono l'astragaloside IV, l'acido ferulico e la calicosina.[10]
- La Drynaria fortunei, detta in cinese "Gu Sui Bu" (骨碎补), ha effetti angiogenici in caso di ferita in base all'osservazione di cellule HUVEC in vitro e di membrane corioallantoidee di pulcino in vivo.[11]
- Il Buzang Longtuo (BZLT) è una formula della medicina tradizionale cinese che ha effetti angiogenici nei ratti colpiti da ischemia degli arti superiori a causa del diabete mellito di tipo II (T2D); parte di questi effetti, oltre alle sostanze nelle erbe, deriva anche dagli effetti positivi della formula sul microbiota intestinale dei ratti. Inoltre, questo decotto allevia la resistenza all'insulina e la nefropatia diabetica, per cui allevia i sintomi del diabete. La somministrazione è durata 3 settimane.[12] Inoltre.[13] La formula contiene Astragalus membranaceus, Dioscorea hemsleyi, rizoma di Salvia miltiorrhiza, Scrophularia ningpoensis, Ophiopogon japonicus, Panax ginseng essiccato e il bulbo del Fritillariae cirrhosae più la Whitmania pigra Whitman, un tipo di sanguisuga di cui si prende l'estratto. Le proporzioni degli ingredienti a secco sono 4:4:3:3:3:2:2:1. L'uso delle sanguisughe per effettuare salassi era già praticato nell'antica Grecia.[12] secondo la scienza moderna, l'estratto in polvere di sanguisughe potrebbe avere effetti cardioprotettivi contro l'ipertrofia cardiaca (o "ipertrofia ventricolare") e la fibrosi indotte dall'ipertensione. Infatti, l'estratto contiene irudina, eparinoidi ed ementina che hanno effetti anticoagulanti; altre sostanze nell'estratto come steroli, glicolipidi, pteridine e acidi carbossilici potrebbero avere effetti analoghi.[14]
- Il Taohong Siwu (THSW, 桃红四物) è un decotto della medicina tradizionale cinese che ha effetti angiogenici nelle ossa (osteo-angiogenesi) a seguito di fratture. L'osservazione è stata svolta in vitro sulle cellule che producono il tessuto osteo (osteoblasti) di ratti colpiti da frattura tibiale. Gli ingredienti sono: Semen Persicae (seme di pesca essiccato), Flos Carthami (fiore di cartamo), Angelica Sinensis, radice di Paeonia Alba, rizoma di Chuanxiong (Ligusticum chuanxiong) e radice di Rehmannia Praeparata.[15]
- Lo Xuefu Zhuyu è un decotto della medicina tradizionale cinese che ha effetti angiogenici sulle cellule endoteliali microvascolari umane (Human Microvascular Endothelial Cells, HMEC-1) isolate dal cuore[16] e sui ratti colpiti da ischemia degli arti posteriori.[13]
- L'estratto di rizoma essiccato di Ligusticum chuanxiong promuove l'angiogenesi nei follicoli preovulatori (F1–F3) nelle galline ovaiole in fase tardiva dopo 4 settimane di somministrazione, in base alle osservazioni in vivo sulle galline.[17]

La somministrazione diretta di VEGF-A per aumentare l'angiogenesi nei tessuti colpiti da ipossia e/o poco irrorati di sangue ha avuto scarsi effetti.

### Aumento dell'angiogenesi cerebrale
- L'attività fisica aumenta l'angiogenesi anche nella corteccia cerebrale insieme all'apprendimento spaziale e alle abilità di memoria in base alla produzione endogena/all'interno del corpo di ossido nitrico, in base alle osservazioni sui ratti che hanno svolto attività fisica per 4 settimane; per la precisione, sono stati fatti correre su un tapis roulant. L'ossido nitrico esercita effetti positivi verso i fattori pro-angiogenici (VEGF e FGF-2). Inoltre, i capillari già esistenti sono aumentati di volume e area di superficie.[18]
- Il catalpol, uno dei principali componenti attivi estratti dalla radice di Rhemannia glutinosa, ha effetti angiogenici in base alle osservazioni sui ratti colpiti da occlusione dell'arteria cerebrale media permanente; la somministrazione è avvenuta una volta al giorno per 15 giorni a partire da 24 ore dopo l'occlusione. La Rhemannia glutinosa è un'erba già usata nella medicina tradizionale cinese e aumenta i livelli di VEGF e dell'ormone eritropoietina (EPO), entrambe molecole pro-angiogeniche. L'eritropoietina ha un proprio recettore, PRO-R.[19]
- Il ginseng cinese o "ginseng coreano" (Panax ginseng) ha effetti angiogenici sui ratti colpiti da ischemia; la neurovascolarizzazione in caso di ischemia è una strategia compensatoria dell'organismo per riparare i tessuti danneggiati. L'angiogenesi in contesto di danno ischemico ha anche un ruolo neuroprotettivo e promuove la neurogenesi e sinaptogenesi per ripristinare parte dei danni cerebrali. Altri studi hanno confermato gli effetti angiogenici del ginseng sui conigli. L'estratto di ginseng veniva già utilizzato nella medicina tradizionale cinese.[20] Secondo un altro studio, l'estratto di ginseng rosso coreano ha effetti angiogenici in base a osservazioni in vitro e in vivo.[21]
- L'estratto di Panax notoginseng saponis (o "ginseng tienchi"), una varietà particolare asiatica di ginseng, ha effetti angiogenici sul cervello dei ratti colpiti da ischemia. Il Panax notoginseng è anche un ingrediente principale dello Xueshuantong (XST, 血栓通), un preparato della medicina tradizionale cinese che è stato testato nello studio. Gli ingredienti dello Xueshuantong sono: Panax Notoginseng, Huangqi (Hedysarum Multijugum), Danshen (radice di salvia milthiorriza o "salvia rossa cinese") e radice di Xuanshen (Scrophularia).[22] Inoltre, il Panax notoginseng e la salvia milthiorriza promuovono la neurogenesi.
- L'estratto di radice di Scutellaria baicalensis (o "Huangqin") ha effetti angiogenici a causa della baicalina, un flavonoide molto presente nella pianta. L'osservazione è stata svolta sulla membrana corioallantoidea dell'embrione di pollo. In generale, la Scutellaria baicalensis contiene molti flavonoidi attivi in forma di glicosidi.[23] Inoltre, la baicalina promuove la neurogenesi.
- La melatonina ha effetti angiogenici sul cervello dei topi colpiti da ischemia a seguito di 28 giorni di somministrazione dopo l'occlusione permanente dell'arteria cerebrale media distale.[24] La melatonina si può ricavare dalla dieta, siccome mangiare cibi ricchi di melatonina aumenta i livelli di melatonina nel siero. I cibi più ricchi di melatonina sono le uova cotte, le lenticchie, la Scutellaria baicalensis, l'erba di San Giovanni, la carne (e.g., carne di maiale), il pesce (e.g., il salmone), i pistacchi, il riso rosso, il riso nero glutinoso thailandese, il latte vaccino, il latte tonico (toned milk) e la senape bianca. La melatonina ha anche effetti antiossidante, antinfiammatori, anticancro, anti-diabete, antinvecchiamento e neuroprotettivi.[25]
- Lo Shexiang Xintongning (SXXTN, 麝香心痛宁) è un preparato della medicina tradizionale cinese che ha effetti angiogenici nelle cellule HUVEC e nei ratti colpiti da ischemia miocardica acuta a seguito di 14 giorni di iniezione quotidiana. Inoltre, protegge dallo stress ossidativo,[26] per cui è anche neuroprotettivo. Gli ingredienti sono: muschio (oggi si usa il muschio artificiale/sintetico siccome è una pratica più sostenibile verso l'ambiente), rizoma di Corydalis yanhusuo W. T. Wang, radice di ginseng cinese, rizoma di Ligusticum chuanxiong Hort., Styrax (Liquidambar orientalis Mill.) e Borneolum Syntheticum.[27]
- L'estratto di Rhodiola ha effetti angiogenici sui conigli con una placca aterosclerotica aortica, cioè un accumulo di colesterolo e proteine all'interno delle aorte che provoca l'aterosclerosi; ai conigli è stata somministrato l'estratto per 9 settimane[28]
- La pillola Shexiang Baoxin (SBP, 麝香保心) ha effetti angiogenici sulle placche aterosclerotiche e sul miocardo colpito da ischemia miocardica nei conigli stimolando la produzione di VEGF e VEGFT-2.[29] Gli ingredienti sono: muschio artificiale (sostituisce quello naturale per questioni di sostenibilità ambientale), radice di Panax ginseng C. A. Mey., calcolo biliare bovino artificiale (Calculus Bovis o "Niuhuang" 牛黄) in polvere, corteccia/scorza di Cinnamomum cassia Presl (un tipo di cannella), Styrax (cioè il balsamo di Liquidambar orientalis Mill.), Venenum Bufonis e Borneolum Syntheticum (cioè la resina di Dryobalanops aromatica C. F. Gaertn o "albero della canfora", oggi sintetizzabile artificialmente). Il Venenum Bufonis è la secrezione della rana Bufo gargarizans Cantor o Bufo melanostictus Schneider e ha sia degli effetti benefici che degli effetti tossici su cuore e cervello in base all'utilizzo, per cui formulare medicinali con il Venenum Bufonis è una sfida.[30]
- Una versione modificata del Rensheng Yangrong (GSYRD, 人参养荣汤), un decotto della medicina tradizionale cinese, ha effetti angiogenici sui ratti colpiti da ischemia cerebrale. Il decotto è stato somministrato per 7 giorni dopo l'evento ischemico. Gli ingredienti sono: radice di Astragalus, radice di Rehmannia, radice di Angelica sinensis, radice di Paeonia Alba, radice di Codonopsis, rizoma di Atractylodes alba, fungo Poria cocos, radice di Glycyrrhiza (cioè liquirizia), pericarpo del Citrus reticulata (cioè la buccia essiccata del mandarino, detta anche "Chenpi" 陈皮), corteccia/scorza di cannella (Cinnamomum), frutto di Schisandra chinensis, radice di Polygala.[31]
- L'estratto di Nigella sativa (cumino nero) ha effetti angiogenici sul cervello dei ratti colpiti da ischemia cerebrale totale.[32] Il cumino nero ha anche effetti neuroprotettivi in base agli esperimenti sui ratti.
- L'estratto di radice essiccata di Angelica gigas (o "angelica gigante" o "pastinaca viola") somministrata insieme alle cellule mesenchimali tramite iniezione ha effetti angiogenici e neuroprotettivi sulle cellule di midollo osseo ratti colpiti da infarto ischemico; le cellule in questione sono state affiancate dall'uso del Matrigel. Nello stesso studio, l'estratto insieme alle cellule sono stati somministrati a dei ratti in vivo per 7 giorni dopo l'infarto.[33]
- Il cartamo (Carthamus tinctorius) contiene idrossicartamo giallo A (Hydroxysafflor yellow A, HYSA) che ha effetti angiogenici nel cervello dei ratti colpiti da ischemia in base a osservazioni in vitro. L'HYSA riesce a attraversare la barriera emato-encefalica.[34] Inoltre, l'olio essenziale di cartamo promuove la neurogenesi.
- L'estratto di Atractylodes macrocephala Koidz (AMK) e di radice di Paeonia lactiflora Pallas (PLP) hanno effetti agiogenici sui topi colpiti da ischemia cerebrale a causa dell'Atractylenolide I (Atr I), Atractylenolide III (Atr III) e Paeoniflorina (Pae). Le osservazioni sono state svolte in vitro e in vivo. Inoltre, la radice di peonia protegge l'integrità della barriera emato-encefalica e ha effetti antiossidanti, anti-neuroinfiammatori, anti-apoptotici e dunque neuroprotettivi; oltre a questi effetti, promuove anche la neurogenesi. Entrambe le piante sono usate nella medicina tradizionale cinese.[35] Un altro studio conferma l'effetto angiogenico dell'estratto di Paeonia lactiflora sui ratti colpiti da ischemia cerebrale.[36]
- L'acido clorogenico è un composto fenolico che ha effetti angiogenici, in base all'osservazione delle cellule endoteliali microvascolari del cervello umano (Human Brain Microvascular Endothelial Cells, HBMEC) in vitro e sui ratti colpiti da occlusione dell'arteria media cerebrale. Inoltre, siccome attenua l'apoptosi cerebrale e dunque la morte programmata delle cellule cerebrali, ha anche effetti neuroprotettivi; probabilmente, ha anche effetti antiossidanti e antinfiammatori. L'acido clorogenico si trova nel caffè, caprifoglio, crisantemo, biancospino e nell'Eucommia ulmoides Oliv.[37] Inoltre, un alimento molto ricco di acido clorogenico è il chicco di caffè verde non tostato.[38] Inoltre, l'acido clorogenico nell'estratto di caffè verde in base alle osservazioni in vivo è molto biodisponibile[39] e dunque facilmente assorbibile dal corpo umano.
- L'acido salvianolico B (Sal B) promuove l'angiogenesi nelle cellule H9c2 (mioblasti ventricolari di cuori embrionali di ratto) private di glucosio e osservate in vitro e nei ratti colpiti da ischemia miocardiale.[40] Inoltre, l'acido salvianolico B usato insieme all'acido ferulico promuove in sinergia l'angiogenesi nelle cellule HUVEC (Human Umbilical Vein Endothelial Cells, cellule endoteliali della vena ombelicale umana) e nel pesce zebra.[41] L'acido salvianolico B è molto disponibile nel rizoma della salvia miltiorrhiza Bunge o "salvia rossa cinese" o "danshen", che ha anche effetti neurogenici.
- L'acido salvianolico C (Sal C) ha effetti angiogenici nei casi di ischemia. Anche l'acido salvianolico C è molto disponibile nel rizoma della salvia miltiorrhiza.[42]
- Il Taohong Siwu (THSW, 桃红四物) è un decotto della medicina tradizionale cinese che ha effetti angiogenici nei ratti colpiti da ischemia cerebrale.[43] Altri due studi confermano l'effetti angiogenico[44][45] e un terzo studio la rintraccia anche nelle ossa (osteo-angiogenesi) a seguito di fratture.[15] Gli ingredienti sono: Semen Persicae (seme di pesca essiccato), Flos Carthami (fiore di cartamo), Angelica Sinensis, radice di Paeonia Alba, rizoma di Chuanxiong (Ligusticum chuanxiong) e radice di Rehmannia Praeparata.[15]
- Il Danggui Shaoyao San (DSS, 当归芍药散) è un preparato della medicina tradizionale cinese che ha effetti angiogenici e anche neurogenici nei ratti colpiti da occlusione dell'arteria media cerebrale e dunque affetti da ischemia cerebrale focale. Gli effetti neurogenici sono stati osservati nella zona subventricolare. Gli ingredienti sono: Angelica sinensis (Oliv.) Diels (detta in cinese "Danggui"), Paeonia lactiflora (Baishao), fungo Poria cocos (Fuling), Atractylode smacrocephala (Baizhu), Alisma orientalis (Zexie) e Ligusticum chuanxiong (Chuanxiong). Le dosi a secco sono 3:16:4:4:8:3.[46]
- La formula B401 è una formula a base di erbe brevettata a Taiwan e negli Stati Uniti che ha effetti angiogenici e neuroprotettivi sui ratti colpiti dalla malattia di Huntington, una malattia neurodegenerativa; gli effetti sono stati osservati sono 2 mesi di somministrazione orale in un gruppo e dopo 3 mesi di somministrazione tramite iniezione in un altro gruppo.[47] Gli ingredienti sono l'estratto di Panax ginseng, Astragalus membranaceus, Angelica sinensis, Rehmannia glutinosa, Ligustri fructus e Eclipta prostrata; gli ingredienti hanno specifici dosaggi.[48] Il numero del brevetto statunitense è7838048B2 (23 novembre 2010) ed è una formula distribuita dalla Sun-Ten Pharmaceutical Company (顺天本草).[48]
- Il Buyang Huanwu (BYHW) è un decotto della medicina tradizionale cinese che ha effetti angiogenici sui ratti colpiti da emorragia intracerebrale in base a osservazioni in vitro e in silico (cioè in software di simulazione in un computer); la somministrazione è durata 14 giorni. Gli ingredienti sono: Astragalus mongholicus Bunge (in cinese: Huangqi), Angellica sinensis (Oliv) Diels (Danggui), Prunus persica (L.). Batsch (Taoren), Carthamus tinctorius L. (Hong Hua), Paeonia lactiflora Pall. (Chishao), Ligusticum chuanxiong Hort. (Chuanxiong) e Pheretima aspergillum (E. Perrier) (Dilong).[49]
- La leptina è un ormone endocrino e peptide che stimola l'angiogenesi siccome aumenta la permeabilità vascolare, in base alle osservazioni in vitro e in vivo sulla cornea dei topi. La leptina è anche nota per regolare il peso corporeo agendo sul senso di sazietà nell'ipotalamo, sulla spesa energetica e sulla termogenesi; in particolare, fa ossidare gli acidi grassi e diminuisce la sintesi dei trigliceridi. La leptina viene prodotta dal tessuto adiposo e anche dalla placenta e tessuti fetali (cuore, ossa e follicoli piliferi) forse per permettere la vascolarizzazione.[50] I soggetti affetti da obesità tendono a produrre più leptina e la stessa carenza di leptina può condurre all'obesità; la leptina presumibilmente si può anche incrementare attraverso una dieta ricca di acidi grassi polinsaturi Omega-3 bilanciati con gli Omega-6; ma il nesso tra acidi grassi, leptina e sesso non è chiaro: nelle donne, c'è infatti un'interferenza causata dagli estrogeni. Una dieta ricca di altri grassi meno salubri tende ad abbassare la concentrazione di leptina nel plasma sanguigno. Una dieta proteica aumenta i livelli di leptina ed è generalmente definita come dimagrante siccome è saziante e aumenta la spesa energetica. I carboidrati sani fanno produrre più leptina rispetto ai grassi sani. Tuttavia, il nesso tra carboidrati e leptina non è chiaro: secondo gli studi, una dieta ricca di carboidrati ad alto indice glicemico (e.g., farinacei raffinati e/o con zuccheri aggiunti, cereali raffinati) tende ad abbassare i livelli di leptina; contemporaneamente, un grande consumo di carboidrati con fibre e a basso indice glicemico abbassa anch'esso i livelli di leptina.[51] L'assunzione di cannella diminuisce i livelli di leptina,[52] ma qualche studio riporta risultati discordanti.[53]
- Una vasta molte di studi affronta il nesso tra erbe mediche, piante officinali e angiogenesi e elenca altre erbe; alcuni studi si focalizzano sulle piante tipicamente usate nella medicina tradizionale cinese.[54][55][56][57][58][59][60][61][62]

## Diminuzione dell'angiogenesi
Alcune sostanze diminuiscono l'angiogenesi come strategia di contrasto ai tumori:
- il tocotrienolo (T3), un diterpenoide della vitamina E ("tocoferolo"), diminuisce l'angiogenesi associata a tumori in base alle osservazioni sui ratti. In particolare, le versioni più efficaci sono il beta-tocotrienolo, gamma-tocotrienolo e delta-tocotrienolo.[63] Altri studi confermano queste proprietà del tocotrienolo.[64][65][66][67]
- Una bassa dose di baicaleina, estratta anch'essa dalla radice di Scutellaria baicalensis, è un flavonoide che inibisce l'angiogenesi nonostante abbia una struttura simile alla baicalina; di contro, la stessa dose di baicalina promuove la neurogenesi.[23]
- La melatonina promuove l'angiogenesi, ma se viene mescolata con l'estratto di Allium sativum (aglio), inibisce l'angiogenesi in base alle osservazioni sui ratti.[68]
- Il Bevacizumab è un farmaco che inibisce l'angiogenesi; negli Stati Uniti è stato approvato dalla FDA nel 2004 ed è usato come trattamento per il cancro al colon-retto.[23]
- La Ruyan Neixiao (RYNX, 乳药内消) è una crema appartenente alla medicina tradizionale cinese che inibisce l'angiogenesi nelle lesioni precancerose al seno in base alle osservazioni sui ratti.[69] Anche l'emodina ha effetti analoghi in base a osservazioni sui topi e pesci zebra; una pianta che contiene emodina menzionata esplicitamente è il Rheum palmatum (o "rabarbaro cinese").[70] Anche l'acido usnico ricavato dai licheni ha effetti analoghi in base a osservazioni sui topi.[71]
- L'estratto del fungo Ganoderma tsugae inibisce l'angiogenesi in base alle osservazioni di cellule tumorali umane in vitro.[72]
- La radice di Strobilanthes cusia, detta in cinese "Banlangen" (板蓝根), ha effetti antitumorali siccome inibisce l'angiogenesi grazie all'effetto dell'indirubina ed è dunque un candidato per terapie antitumorali. La Banlangen viene usata nella medicina tradizionale cinese.[73] Anche un derivato dell'indirubina, la E804, ha effetti analoghi.[74]
- La cucurbitacina E (CuE) ha effetti angiogenici in base a osservazioni sulla membrana corioallantoidea di embrione di pollo e della cornea di topo.[75]
- L'estratto di Jiedu Xiaozheng Yin (JXY, 解毒消症饮), una formula della medicina tradizionale cinese, inibisce l'angiogenesi in base a osservazioni in vitro e in vivo sulla membrana corioallantoidea di embrione di pollo e sui topi. Gli ingredienti sono: Hedyotis Diffusa Willd (HDW, 30g), Sophora flavescens (SF, 15g), Pseudobulbus Cremastrae seu Pleiones o "Shangcigu" 山茨菇 (PC oppure PCsP, 15g) e Prunella Bidens (15g), dunque le dosi sono 2:1:1:1.[76]

## Modulazione farmacologica dell'angiogenesi
| Farmaco     | Descrizione                                       | Usi |
| ----------- | ------------------------------------------------- | --- |
| Bevacizumab | Anticorpo monoclonale umanizzato anti-VEGFA       | - Carcinoma del colon-retto - Carcinoma polmonare non a piccole cellule - Carcinoma a cellule renali - Carcinoma ovarico - Carcinoma della mammella - Cancro della cervice - Degenerazione maculare legata all'età umida (off-label) |
| Regorafenib | Inibitore delle tirosin-chinasi                   | - Carcinoma del colon-retto metastatico refrattario |
| Ramucirumab | Anticorpo monoclonale anti-VEGFR2                 | - Carcinoma dello stomaco o della giunzione gastro-esofagea - Carcinoma polmonare non a cellule piccole - Carcinoma del colon-retto metastatico                                                                                      |
| Sorafenib   | Inibitore delle tirosin-chinasi                   | - Carcinoma epatocellulare - Carcinoma a cellule renali - Carcinoma differenziato della tiroide |
| Sunitinib   | Inibitore delle tirosin-chinasi                   | - Carcinoma a cellule renali - Tumori neuroendocrini pancreatici |
| Pazopanib   | Inibitore delle tirosin-chinasi                   | - Carcinoma a cellule renali - Sarcomi dei tessuti molli |
| Axitinib    | Inibitore delle tirosin-chinasi                   | - Carcinoma a cellule renali |
| Vandetanib  | Inibitore delle tirosin-chinasi                   | - Carcinoma midollare della tiroide |
| Lenvatinib  | Inibitore delle tirosin-chinasi                   | - Cancro della tiroide |
| Nintedanib  | Inibitore delle tirosin-chinasi                   | - Carcinoma polmonare non a piccole cellule - Fibrosi polmonare idiopatica |
| Aflibercept | Proteina chimerica che lega VEGA-A, VEGF-B e PlGC | - Carcinoma del colon-retto |